# Kanton Les Pieux
Les Pieux is een kanton van het Franse departement Manche. Het kanton maakt sinds de oprichting in 1811 deel uit van het arrondissement Cherbourg, daarvoor was het onderdeel van het arrondissement Valognes.
Op 22 maart 2015 werd het aangrenzende kanton Barneville-Carteret opgeheven en werden de gemeenten genomen in het kanton Les Pieux waardoor het aantal gemeenten in het kanton toenam van 15 tot 29.
Op 1 januari 2019 fuseerden Denneville, Portbail en Saint-Lô-d'Ourville tot de commune nouvelle Port-Bail-sur-Mer. Denneville bleef echter nog tot 5 maart 2020 deel uitmaken van het kanton La Haye-du-Puits.

## Gemeenten
Het kanton Les Pieux omvat de volgende gemeenten:
- Barneville-Carteret
- Baubigny
- Benoîtville
- Bricquebosq
- Fierville-les-Mines
- Flamanville
- Grosville
- La Haye-d'Ectot
- Héauville
- Helleville
- Le Mesnil
- Les Moitiers-d'Allonne
- Pierreville
- Les Pieux (hoofdplaats)
- Port-Bail-sur-Mer
- Le Rozel
- Saint-Christophe-du-Foc
- Saint-Georges-de-la-Rivière
- Saint-Germain-le-Gaillard
- Saint-Jean-de-la-Rivière
- Saint-Maurice-en-Cotentin
- Saint-Pierre-d'Arthéglise
- Sénoville
- Siouville-Hague
- Sortosville-en-Beaumont
- Sotteville
- Surtainville
- Tréauville